# Blodprop
Blodprop er det danske fællesord for tilstopning af et blodkar. Ved dannelsen af en blodprop (trombe) har blodets evne til at størkne (koagulere) under særlige forhold stor betydning. Der er stor forskel på de blodpropper, der opstår i arterier (pulsårer) og vener (blodårer).
Ved blodprop i hjernen, også benævnt stroke, apopleksi eller slagtilfælde, er hurtigt reaktion og behandling vigtig for at undgå død og skadelige følger.

## Arterier
Oftest begynder det med lokal åreforkalkning, som skaber et "sår" på arteriens inderside. Blodplader og fibrin vil sætte sig på "såret" for at lukke det – det samme som sker på alle sår. Herved kan arteriens lysning forsnævres eller helt tillukkes, og man har en blodprop. Denne mekanisme er typisk i hjerte og hjerne.
Arterielle blodpropper kan også forårsages af embolier, som er blodpropper, der føres med blodet rundt i kroppen. Embolier i arterierne kommer ofte fra hjertet eller fra åreforkalkninger, hvor små stykker river sig løs.

## Vener
Her koagulerer blodet, fordi det "står stille" fx pga. inaktivitet eller problemer med veneklapperne i benene. Disse blodpropper kan være hele udstøbninger af venerne og nemt blive 10–20 cm lange. Der er ofte ingen symptomer på sådan en blodprop. Hvis man pludselig bliver aktiv igen, kan blodproppen (emboli) rive sig løs og føres med blodstrømmen gennem hjertet til et andet sted i kroppen, f.eks. lungerne, hvor den sætter sig fast og blokerer for en del af blodstrømmen. Sætter blodproppen sig i en lungearterie kaldes det for en lungeemboli. Lungeembolier er meget kritiske og har en høj dødelighed. (Se også hjertestop).

## Akut myokardieinfarkt
Akut myokardieinfarkt (AMI) er den medicinske betegnelse for en blodprop i hjertet. Der er tale om, at dele af hjertemusklen (myokardiet) er ved at dø (infarkt) på grund af manglende blodgennemstrømning (iskæmi). AMI opstår, når blodtilførslen til hjertet – gennem kranspulsårerne – blokeres, hvorved hjertets muskelceller ikke får tilført ilt og derfor begynder at forgå. AMI kan have to forskellige årsager: Åreforkalkning kan over længere tid forsnævre kranspulsåren eller en blodprop, der er dannet et andet sted i kroppen, kan sætte sig fast i hjertet.
I 2011 døde 4.643 personer i Danmark af blodpropper i hjertet og andre følger af åreforkalkning.

## Behandling
Den akutte behandling af blodpropper består optimalt set i en fjernelse af tilstoppelsen. Dette kan ske enten medicinsk eller kirurgisk.
Ved medicinsk behandling gives medicin, som opløser blodproppen ved at nedbryde fibrinstrukturerne i proppen. Denne behandling kaldes for trombolyse og bliver oftest brugt ved arterielle blodpropper i organer, hvor der skal hurtig behandling til for at redde patienten. Eksempelvis skal trombolyse gives inden 4½ time ved blodpropper i hjernen (apopleksi) og inden 12 timer ved blodpropper i hjertet (AMI).
Ved kirurgisk fjernelse kan man enten åbne blodåren, som er tilstoppet og skære blodproppen ud eller føre en tynd sonde ind i blodåreren og fjerne proppen via den. Disse behandlinger bruges oftest ved blodpropper i større arterier og ved venøse propper.

## Risikofaktorer og forebyggelse
Risikofaktorer er omstændigheder, som øger risikoen for at få en blodprop. De almindeligste faktorer er rygning, overvægt, mangel på motion, hyperlipidæmi (for meget fedt i blodet, f.eks. kolesterol), overforbrug af alkohol, dysreguleret sukkersyge, hypertension (forhøjet blodtryk) og uregelmæssig hjerterytme (arytmi, f.eks. atrieflimmer).
Forebyggelse af blodpropper består dels i medicinsk behandling (trombose profylakse) - dels i en regulering af livsstilsfaktorer som rygning, kost og motion.
Den medicinske forebyggelse består som regel af en blodfortyndende behandling og eventuelt medicinsk regulering af risikofaktorer.
Blodfortyndende behandling:
- Trombocythæmmende medicin: Enten 75 mg Acetylsalicylsyre (Magnyl) om dagen eller 75 mg Plavix dagligt.
- Evt. antikoagulationsbehandling med Marevan (dosis efter effekt), f.eks. efter operationer i hjertet eller atrieflimmer.

## Anden medicinsk behandling
- Behandling af hyperlipidæmi (f.eks forhøjet kolesterol): Kolesterol sænkende behandling, f.eks. 40 mg Simvastatin dagligt
- Regulering af blodtryk ved hypertension (forhøjet blodtryk): Beta-blokkere. calsium-antagonister eller ACE-hæmmere
- Regulering af blodsukker ved diabetes
- CPAP behandling ved OSA